# 東日本旅客鉄道八王子支社
東日本旅客鉄道八王子支社（ひがしにほんりょかくてつどうはちおうじししゃ）は、東日本旅客鉄道（JR東日本）の地域支社。所在地は東京都八王子市旭町1-8（八王子駅）。旧・日本国有鉄道（国鉄）東京西鉄道管理局の流れを汲んでいる。
2026年に組織改正により八王子支社が廃止され、管轄の業務は八王子・立川・武蔵野・山梨の各事業本部に移管される予定。

## 歴史
- 1998年（平成10年）4月1日：東京地域本社（後の東京支社、現在の首都圏本部）の一部（吉祥寺駅以西）を分離して発足[3][4]。
- 2009年（平成21年）3月14日：南武線に西府駅を新設。
- 2021年（令和3年）1月26日：支社の公式ホームページを廃止。
- 2022年（令和4年）10月3日：日本の鉄道開業150年記念事業の一環として、管内の駅や列車で使われた鉄道古物のインターネット販売を開始（12月まで実施）[5][6]。
- 2023年（令和5年）3月1日：日本の鉄道開業150年記念事業の一環として、京王電鉄、西武鉄道と共同で、東京都多摩地域を走ってきた歴代鉄道車両のトレインカードのキャンペーンを開始（26日まで）[7]。
- 2026年（令和8年）7月1日（予定）：組織改正により八王子支社が廃止され、八王子統括・立川統括・武蔵野統括・山梨統括の4つの統括事業本部に分割改組される。合わせて武蔵野線の大宮支社管内区間（南浦和駅構内除く）を武蔵野事業本部に、小海線の長野支社管内のうち小淵沢駅 - 清里駅間を山梨事業本部にそれぞれ移管[8]。

## 管轄路線
東京都多摩地域のほぼ全域、山梨県の中央本線全区間、神奈川県・埼玉県の一部を管轄としている。2021年3月31日時点で、合計287.1kmの在来線、95の駅を管轄している。首都圏本部・横浜支社と共に、管内全線が直流電化区間となっている。
- 東京都町田市内の横浜線のうち、神奈川県相模原市との境界 - 町田駅 - 成瀬駅 - 神奈川県横浜市との境界はJR東日本横浜支社の管轄。
- 山梨県内の身延線はJR東海静岡支社の管轄。
- 山梨県内の小海線（小淵沢駅を除く）はJR東日本長野支社の管轄。

路線
※支社境界はいずれも閉塞区間上にあるため、境界線の内側の停車場（駅・信号場など）を記載している。なお、◇が付いた路線は全線が管理区間内に入っている路線、●印が付いた路線は他線接続駅しか管理区間内に入っていない路線である。
| 路線名    | 区間                          | 駅数 | 備考                                                                                                  |
| --------- | ----------------------------- | ---- | --- |
| 中央本線  | 吉祥寺駅 - 小淵沢駅           | 41   | 「中央線快速」としては、吉祥寺駅 - 高尾駅間。 「中央・総武線各駅停車」としては、吉祥寺駅 - 三鷹駅間。 |
| 八高線    | 八王子駅 - 高麗川駅           | 7    | |
| 南武線    | 矢野口駅 - 立川駅             | 9    | |
| 武蔵野線  | 府中本町駅 - 新座駅           | 5    | |
| 武蔵野線  | 新小平駅 - 国立駅（国立支線） | 0    | JR東日本としての営業キロなし。                                                                        |
| 横浜線    | 相原駅 - 八王子駅             | 3    | |
| ◇青梅線   | 立川駅 - 奥多摩駅（全線）     | 24   | 青梅駅 - 奥多摩駅間は「東京アドベンチャーライン」との愛称を設定。                                     |
| ◇五日市線 | 拝島駅 - 武蔵五日市駅（全線） | 6    | |
| ●川越線   | 高麗川駅付近1.6km区間のみ     | 0    | |
| ●小海線   | 小淵沢駅 - （県道11号線付近） | 0    | |

駅数についての注釈
1. ↑  中央本線と接続する八王子駅、青梅線と接続する拝島駅は含まない。
2. 1 2  中央本線と接続する立川駅は含まない。
3. ↑  南武線と接続する府中本町駅、中央本線と接続する西国分寺駅は含まない。
4. ↑  支線分岐駅である新小平駅、中央本線と接続する国立駅ともに含まず、途中駅も存在しない。
5. ↑  中央本線と接続する八王子駅は含まない。
6. ↑  青梅線と接続する拝島駅は含まない。
7. ↑  高麗川駅は八高線の駅として計上される。
8. ↑  小淵沢駅は中央本線の駅として計上される。

## 駅・乗務員区所
- 武蔵野統括センター - 府中本町駅、東所沢駅、運輸（乗務員）
- 立川統括センター - 立川駅、三鷹駅、武蔵小金井駅、国分寺駅、運輸（乗務員）
- 豊田統括センター - 豊田駅、日野駅、運輸（乗務員）
- 八王子統括センター - 八王子駅、高尾駅、運輸（乗務員）
- 山梨統括センター - 甲府駅、大月駅、塩山駅、竜王駅、韮崎駅、日野春駅、小淵沢駅、運輸（乗務員）
- 拝島営業統括センター - 拝島駅、青梅駅、奥多摩駅、高麗川駅[11]

## 設備保全区所

### 保線関係区所
- 三鷹保線技術センター
- 八王子保線技術センター
  - 拝島派出
- 大月保線技術センター
- 甲府保線技術センター

### 電気関係区所
- 八王子電力技術センター
  - 立川メンテナンスセンター
  - 八王子メンテナンスセンター
  - 大月メンテナンスセンター
  - 甲府メンテナンスセンター
- 八王子信号通信技術センター
  - 立川メンテナンスセンター
  - 八王子メンテナンスセンター
  - 拝島メンテナンスセンター
  - 甲府メンテナンスセンター

### その他の区所
- 八王子土木技術センター
  - 甲府派出
- 八王子建築技術センター

## 乗車人員ベスト20
2022年度、八王子支社管内で一日平均の乗車人員が多かった20駅は下記の通り。
| 順位 | 駅名         | 一日平均 乗車人員 | 順位 | 駅名             | 一日平均 乗車人員 |
| ---- | ------------ | ----------------- | ---- | ---------------- | ----------------- |
| 1    | 立川駅       | 144,457人         | 11   | 豊田駅           | 29,389人          |
| 2    | 吉祥寺駅     | 118,865人         | 12   | 西八王子駅       | 27,999人          |
| 3    | 国分寺駅     | 94,734人          | 13   | 東小金井駅       | 27,605人          |
| 4    | 三鷹駅       | 79,415人          | 14   | 拝島駅           | 26,314人          |
| 5    | 八王子駅     | 72,101人          | 15   | 西国分寺駅       | 25,420人          |
| 6    | 武蔵境駅     | 58,246人          | 16   | 高尾駅           | 23,935人          |
| 7    | 武蔵小金井駅 | 53,342人          | 17   | 昭島駅           | 21,707人          |
| 8    | 国立駅       | 45,198人          | 18   | 日野駅           | 21,373人          |
| 9    | 分倍河原駅   | 35,006人          | 19   | 新座駅           | 19,276人          |
| 10   | 新秋津駅     | 34,954人          | 20   | 八王子みなみ野駅 | 16,289人          |

## 関連会社
- JR中央線コミュニティデザイン：中央線、南武線、武蔵野線の一部駅の駅業務を受託。また、セレオ、nonowaなどの駅ビル、駅ナカ商業施設の運営・管理。

## スポーツ活動
JR東日本の陸上競技部（JR東日本ランニングチーム、2003年創設）は八王子支社を拠点としている。長距離ランナーが多く所属し、全日本実業団対抗駅伝競走大会（ニューイヤー駅伝）には4回の出場経験を持つ（最高12位）。2010年まで藤原新（東京マラソン2位2回・2015年現在居住地を富山に移転のうえミキハウスに移籍）が所属していたことでも知られる。

## 関係者

### JR東日本ランニングチーム関係者
- 大島唯司 - 監督
- 打越忠夫 - コーチ
- 片西景
- 上土井雅大
- 五ヶ谷宏司
- 鈴木悠介
- 高田千春
- 髙谷将弘
- 竹井祐貴
- 寺田夏生
- 堂本尚寛
- 中尾勇生
- 藤原新
- 三田裕介
- 米井翔也